# Dar-Alszalam mecset
A Dar-Alszalam mecset egy budapesti mecset, amely a Bartók Béla út 29. szám alatti lakóház földszintjén működik.
1996 óta létezik, a közösség egy XXII. kerületi különálló házból költözött akkor ide. Az imaház a 2003-ban alakult Iszlám Egyházhoz tartozott. A 2012-es jogszabályi változások miatt Jótékonysági Béke Alapítvány néven működik. A szunnita hívőket várják a közös imádságokra.

## Programok
Napi ötszöri ima, a pénteki istentisztelet, Ramadán hónapban a naplemente utáni böjt és közös ima, valamint szombat délutánonként: előadások.